# فرودگاه بین‌المللی کرانبروک/کندین راکیز
فرودگاه بین‌المللی کرانبروک/کندین راکیز (به انگلیسی: Cranbrook/Canadian Rockies International Airport) (به زبان بومی: Cranbrook/Canadian Rockies International Airport) یک فرودگاه همگانی باربری با کد یاتا YXC است که یک باند فرود آسفالت دارد و طول باند آن ۲۴۳۸ متر است. این فرودگاه در کشور کانادا قرار دارد و در ارتفاع ۹۴۰ متری از سطح دریا واقع شده‌است.

## شرکت‌های هواپیمایی و مقصدهای پروازی
| شرکت‌های هواپیمایی        | مقصدهای پروازی          |
| ------------------------ | ----------------------- |
| Air Canada Express       | کالگری، ونکوور          |
| Pacific Coastal Airlines | کلونا، ونکوور، ویکتوریا |